# 弗朗切斯科·斯基萨诺
弗朗切斯科·斯基萨诺（義大利語：Francesco Schisano，1991年8月3日—），意大利男子赛艇运动员。他曾代表意大利参加2013年世界赛艇锦标赛，获得男子轻量级八人单桨有舵手金牌。